# Cantone di Bray-sur-Seine
Il Cantone di Bray-sur-Seine era una divisione amministrativa dell'arrondissement di Provins.
È stato soppresso a seguito della riforma complessiva dei cantoni del 2014, che è entrata in vigore con le elezioni dipartimentali del 2015.
Comprendeva i comuni di:
- Baby
- Balloy
- Bazoches-lès-Bray
- Bray-sur-Seine
- Chalmaison
- Everly
- Fontaine-Fourches
- Gouaix
- Gravon
- Grisy-sur-Seine
- Hermé
- Jaulnes
- Montigny-le-Guesdier
- Mousseaux-lès-Bray
- Mouy-sur-Seine
- Noyen-sur-Seine
- Les Ormes-sur-Voulzie
- Passy-sur-Seine
- Saint-Sauveur-lès-Bray
- La Tombe
- Villenauxe-la-Petite
- Villiers-sur-Seine
- Villuis